# Orri Vigfússon
Orri Vigfússon (Reykjavík, 10 luglio 1942 – Reykjavík, 2 luglio 2017) è stato un imprenditore e ambientalista islandese.

## Biografia
Con la sua fondazione, North Atlantic Salmon Fund, Orri Vigfússon mirava a ripopolare il Nord Atlantico del salmone selvatico. In particolare ha sviluppato la popolazione di salmoni nei fiumi intorno a Vopnafjörður.
Time Magazine lo ha riconosciuto un "eroe europeo" nel 2004 e nel 2007 gli è stato assegnato il premio Goldman Environmental Prize per i suoi sforzi per conservare le specie in pericolo. Gli fu anche assegnato l'Ordine del Falcone.